# Abbaye Sainte-Marie de La Garde
L'abbaye Sainte-Marie de la Garde est une abbaye bénédictine située dans la commune de Saint-Pierre-de-Clairac (Lot-et-Garonne) à 12 kilomètres d'Agen. Elle fait partie de la confédération bénédictine depuis octobre 2008, et dépend directement du Saint-Siège.
Elle a été fondée en 2002 par l'abbaye Sainte-Madeleine du Barroux, avant d'être érigée en maison autonome avec rang d'abbaye le 13 février 2021.

## Histoire
Le prieuré fut fondé sous le patronage de l'Immaculée Conception le 21 novembre 2002, avec l'accord de l'évêque d'Agen, Jean-Charles Descubes, par un groupe de huit moines venant du Barroux, dans un domaine agricole comprenant une maison de maître et des bergeries, isolé dans la campagne vallonnée de Saint-Pierre-de-Clairac, au lieu-dit Lagarde.
Au fil du temps et des travaux d'agrandissement il est devenu un monastère bénédictin, qui comptait en 2018 seize frères, mais il est prévu d'en accueillir vingt-cinq, puis à terme une quarantaine.
Le 13 février 2021, le prieuré Sainte-Marie de La Garde a été érigé en maison autonome avec le titre d'Abbaye.

## Productions
Les moines y exercent l'apiculture, la nuciculture et la fabrication de sandales,.